# Grad Pazin
Grad Pazin är en stad i Kroatien.   Den ligger i länet Istrien, i den västra delen av landet, 170 km väster om huvudstaden Zagreb.